# Rozchodnik czarniawy
Rozchodnik czarniawy (Sedum atratum L.) – gatunek rośliny należący do rodziny gruboszowatych. Występuje w górach środkowej i południowej Europy oraz w Turcji. W Polsce występuje tylko w Tatrach.

## Morfologia

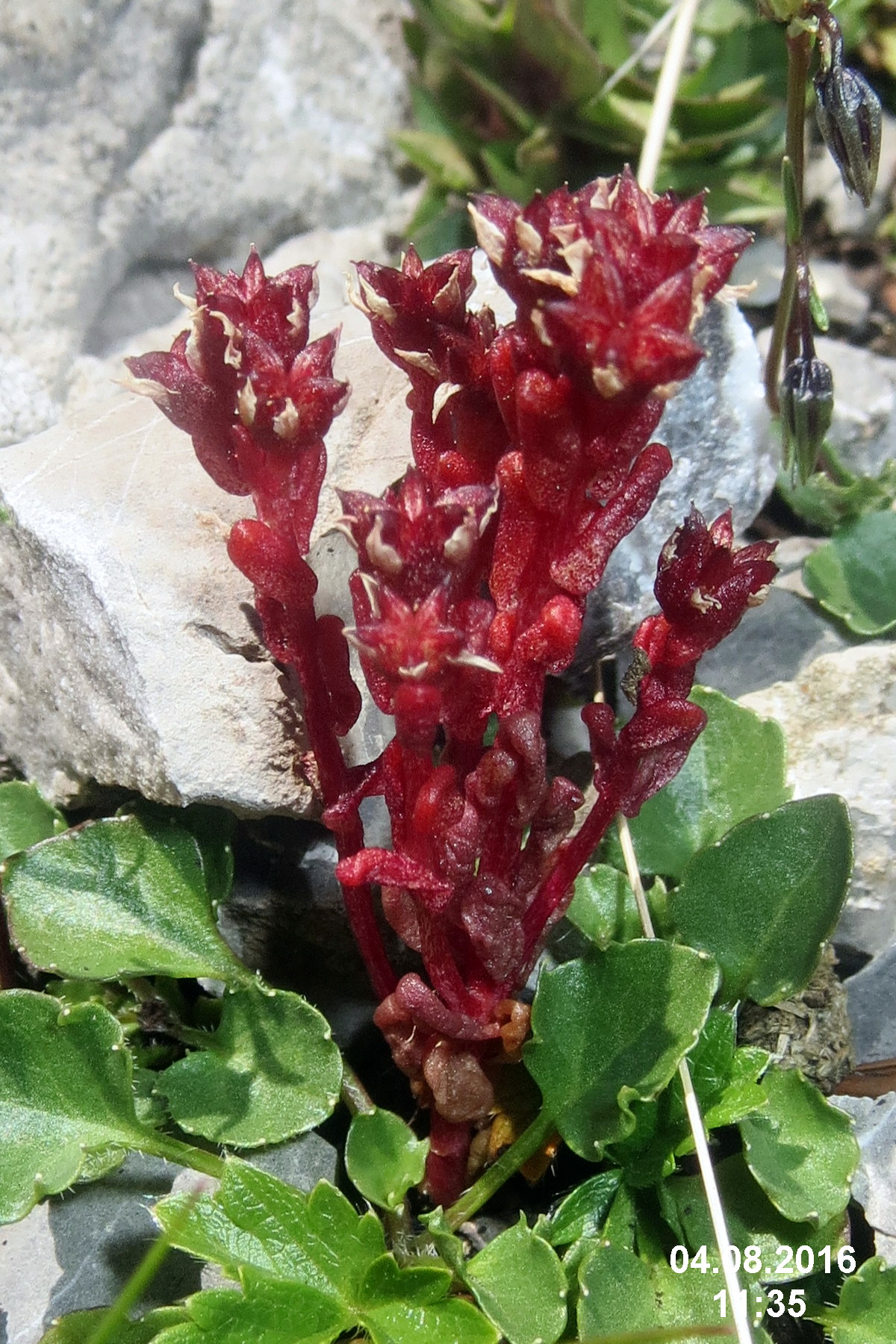
Pokrój

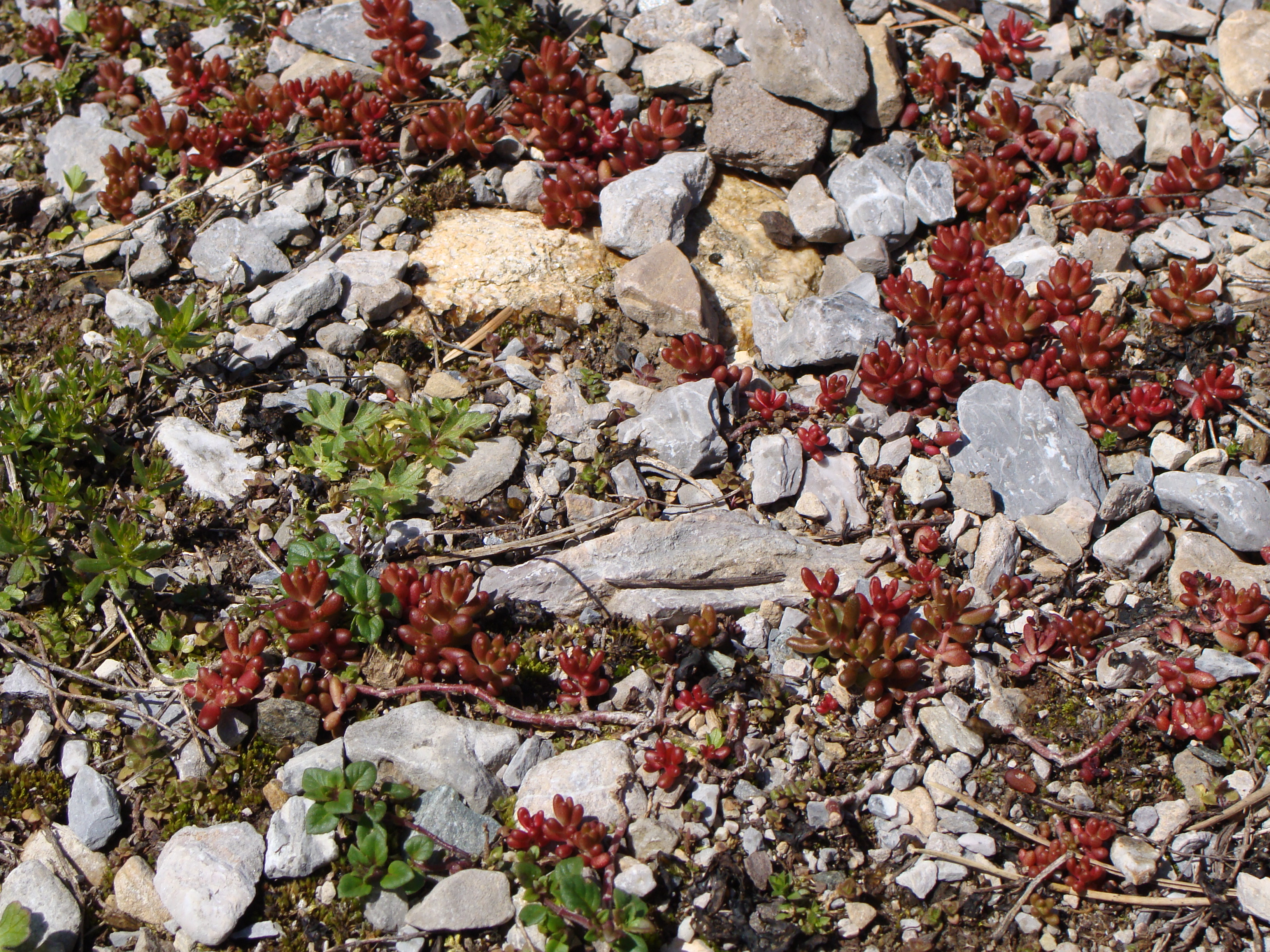
W siedlisku

PokrójNiska roślina darniowa, zazwyczaj brunatnoczerwona.
ŁodygaŁukowato podnosząca się, o wysokości 3–8 cm, zazwyczaj rozgałęziona.
LiścieUlistnienie skrętoległe. Liście mięsiste, maczugowatowałeczkowate, słabo odstające od łodygi, gęsto wyrastające na łodydze i nie posiadające w nasadzie wyrostków.
KwiatyZabrane w 5-8-kwiatowy podbaldach na szczycie łodygi. Kwiaty na zewnętrznej stronie czerwonawe z ciemniejszym prążkiem, od wewnątrz zielonkawe lub brudnobiałe. Mają 5 zazwyczaj zaostrzonych płatków korony, dwukrotnie dłuższych od działek kielicha.
OwocSkośnie wzniesiona, brunatnoczerwona i nieco rozchylona torebka.

## Bylina i ekologia
- Rozwój: Roślina jednoroczna. Kwitnie od czerwca do sierpnia[6].
- Siedlisko: Piargi, skały. W Tatrach rośnie wyłącznie na podłożu wapiennym, a główny obszar jego występowania znajduje się w piętrze kosówki i piętrze halnym, można go jednak spotkać również niżej[6].